# Kris Poté
Kris Poté (Gent, 13 april 1962) is een Belgische voormalige atleet, die gespecialiseerd was in de sprint. Hij werd eenmaal Belgisch kampioen. Als Pieter Delen is hij ook actief als dichter.

## Biografie
Kris Poté werd in 1982 Belgisch kampioen op de 200 m. Hij is de zoon van atleet Romain Poté en was aangesloten bij Olympic Essenbeek Halle.
Kris Poté was gemeenteraadslid voor de CD&V in Halle.  In 2014 werd hij vicepresident marketing bij Capgemini.
Onder het pseudoniem Pieter Delen is hij ook actief als dichter.

## Belgische kampioenschappen
| Onderdeel | Jaar |
| --------- | ---- |
| 200 m     | 1982 |

## Persoonlijke records
| Onderdeel | Prestatie | Datum | Plaats |
| --------- | --------- | ----- | ------ |
| 100 m     | 10,79 s   |       |        |
| 200 m     | 21,62 s   |       |        |

## Palmares

### 200 m
- 1982:  BK AC - 21,74 s

### 4 x 100 m
- 1981: 5e EK U20 in Utrecht - 41,09 s

## Werken (als Pieter Delen)
- Dageraad achterna (1993), dichtbundel
- De zingende republiek (1988), dichtbundel
- Code Onbekend (1998), dichtbundel
- In de Herbergen (2006), dichtbundel